# 滿地可全科醫院
滿地可全科醫院（法語：Hôpital Général de Montréal）是加拿大魁北克省滿地可的一所醫院，位於皇家山。
該院設於1818至1820年，並於1823年獲英廷敕書，現附屬於麥基爾大學醫療中心。
2019年，《新聞週刊》將該醫院評為加拿大第6名、魁北克省第2名。

## 圖集

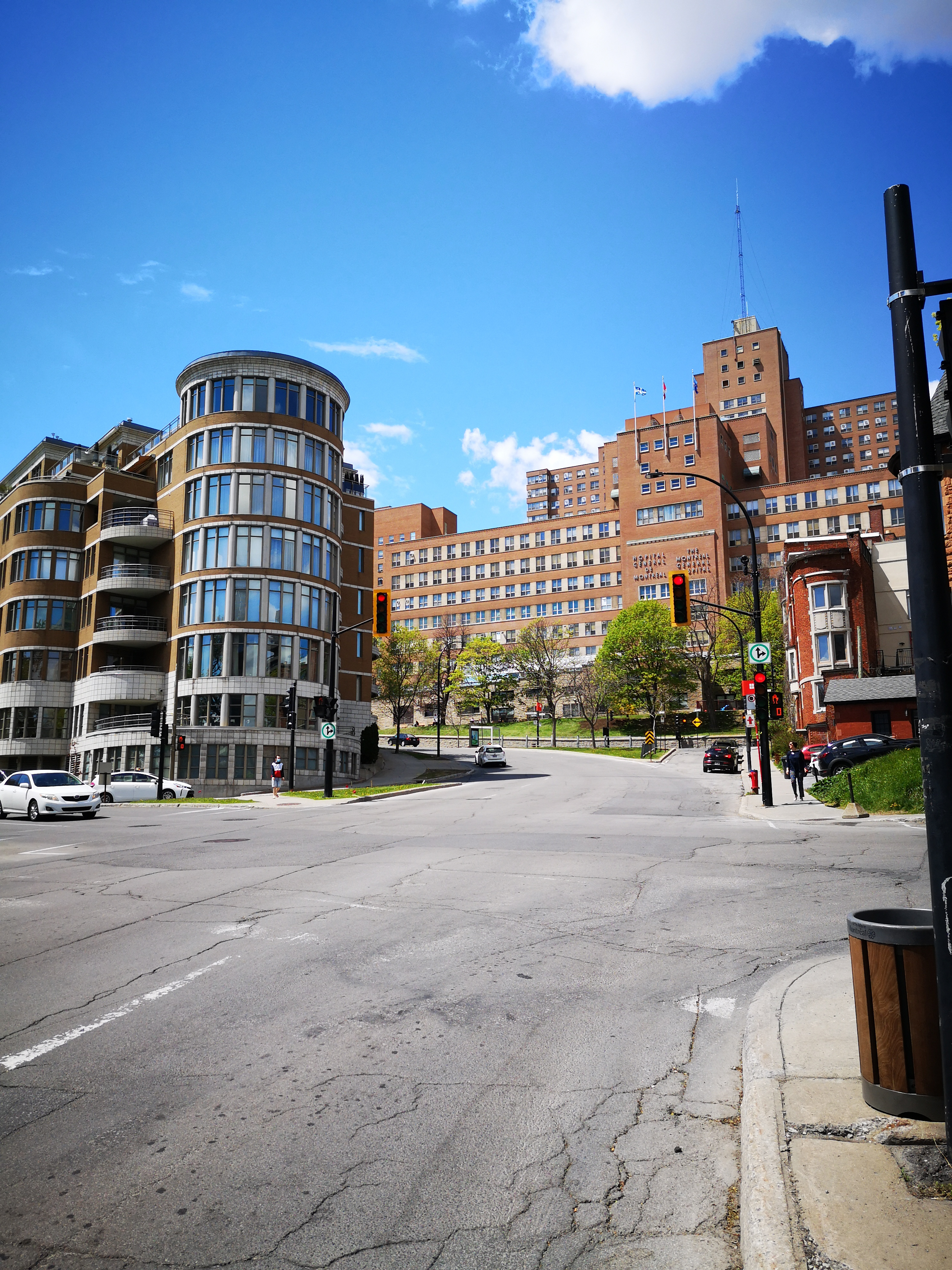
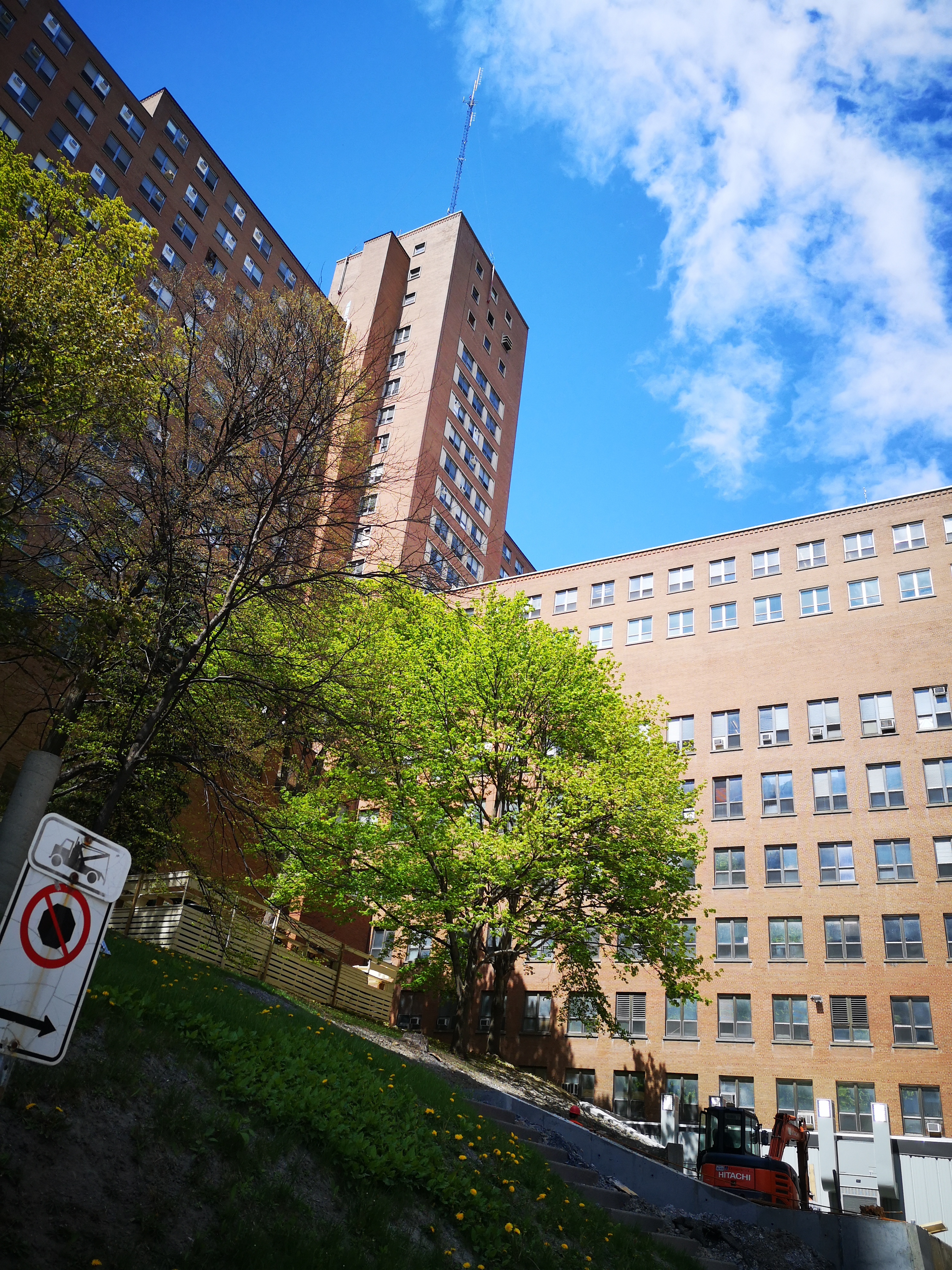
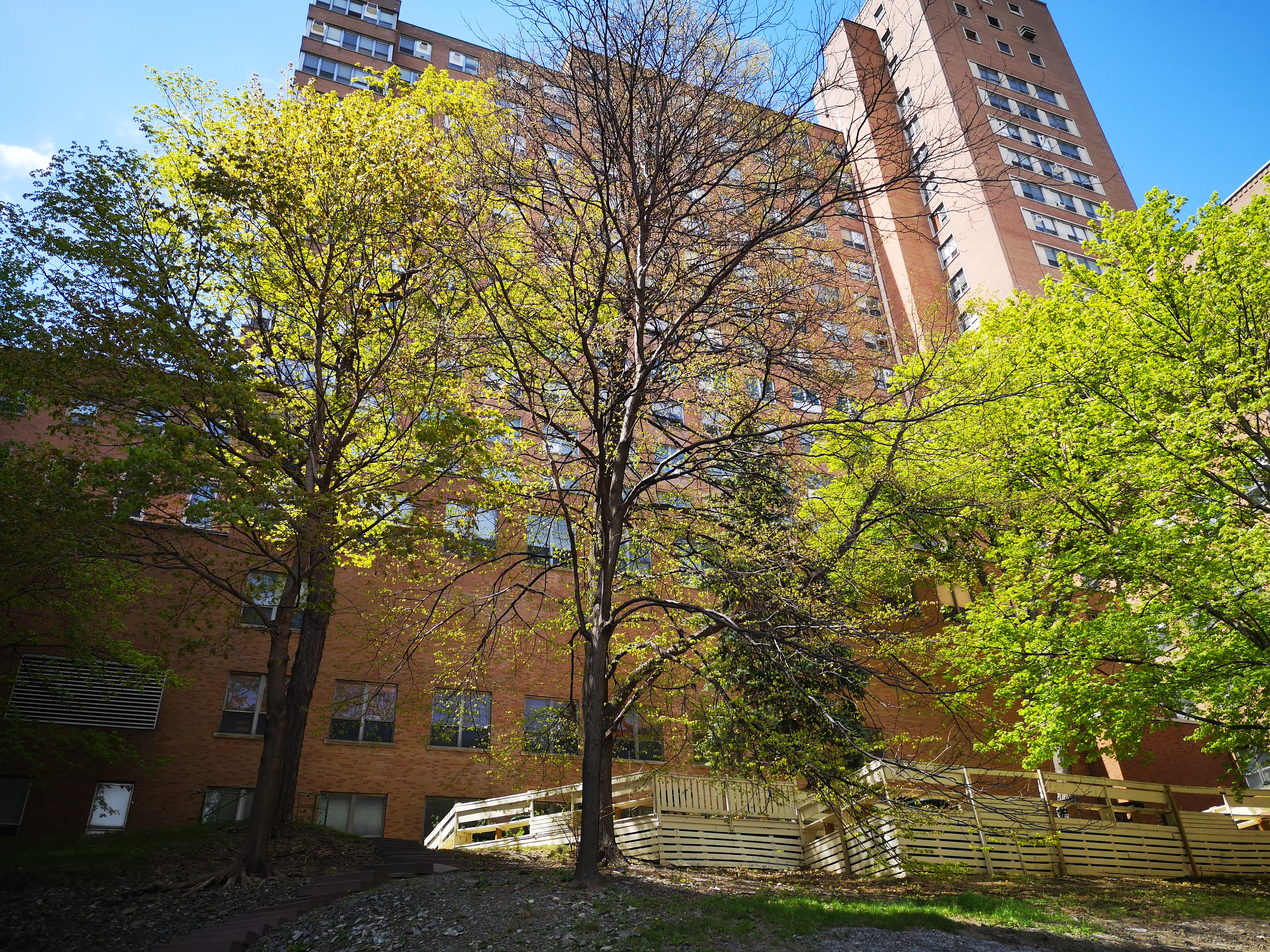
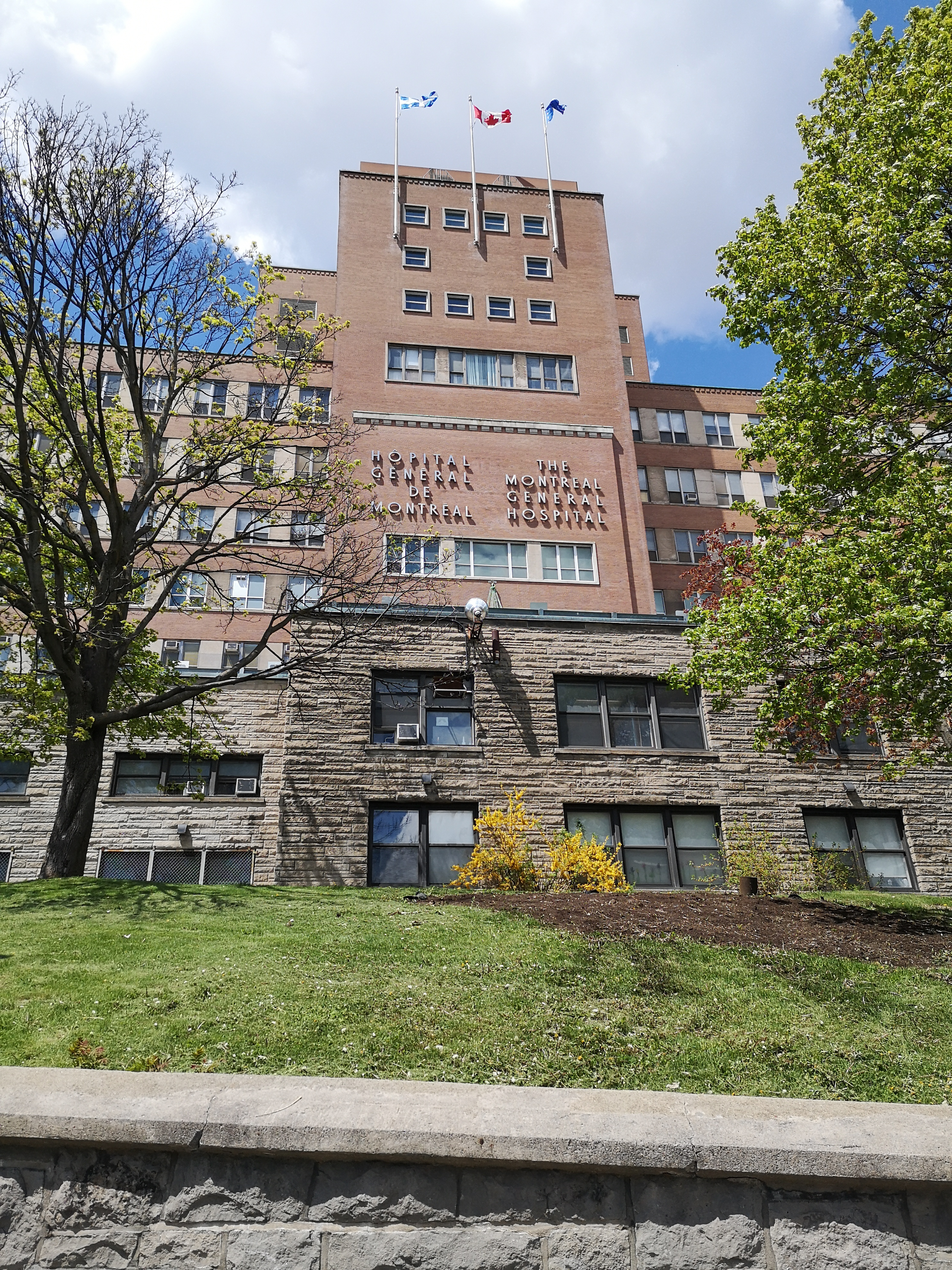
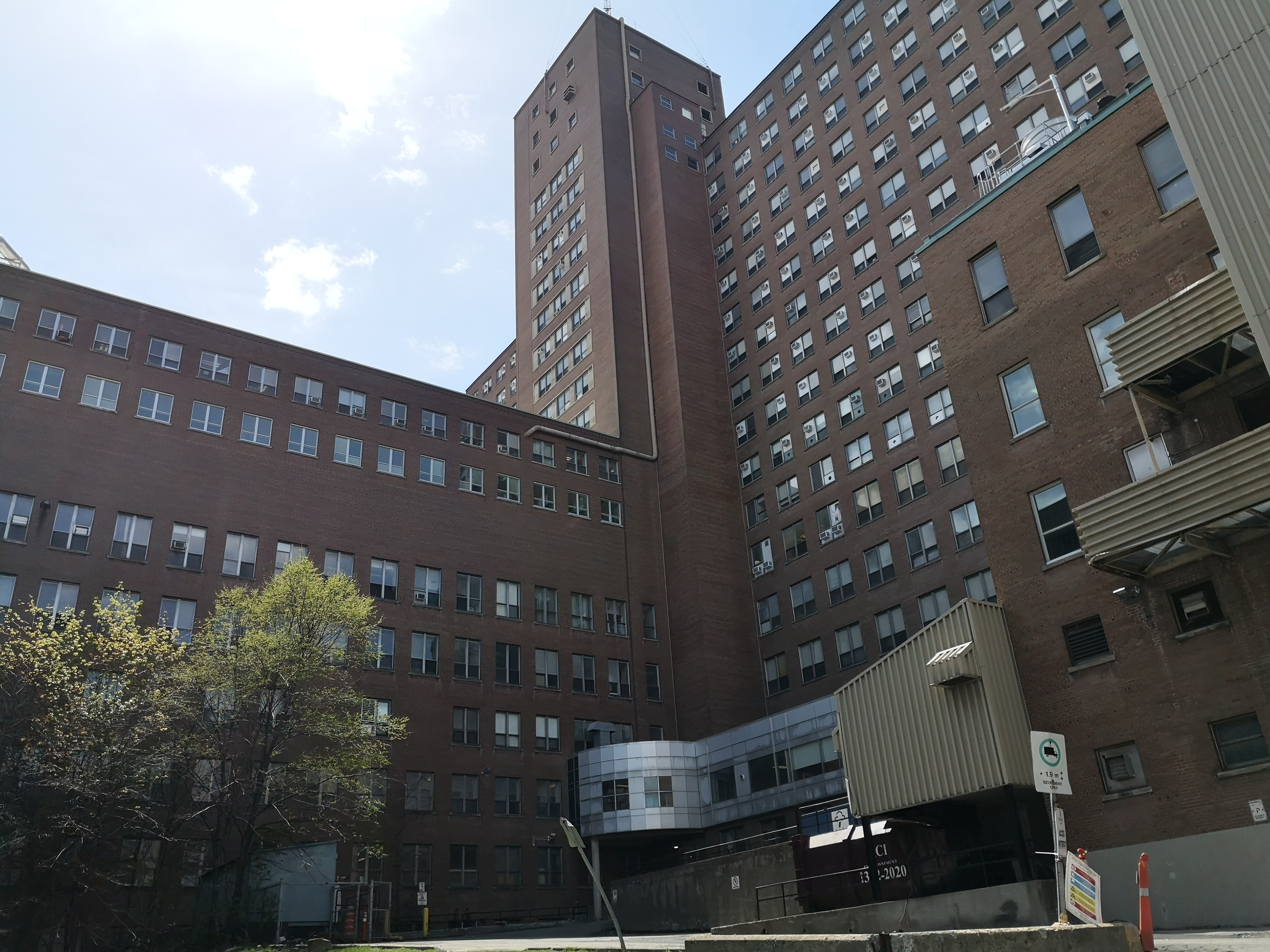

## 外部連結
- Historical information （页面存档备份，存于）